# 宮城裕子
宮城 裕子（みやぎ ひろこ、1961年 - 2010年4月28日）は、日本のピアニストである。宮城県仙台市生まれ。

## 経歴
6歳からピアノを始める。佐々木健に師事。宮城学院女子短期大学教養科を卒業後、パリに留学。ヴラド・ぺルルミュテールらに師事。フランスのヴィガン音楽祭で1987年に行ったリサイタルでは、「トップクラスのピアニスト」「完璧なテクニックと厳密なヴィルトゥオーゾ」と評価されている。
1989年、フランス革命200年を記念した公演でヴェルサイユ室内オーケストラと共演。1990年には、パリ・アンヴァリッドのサン・ルイ大聖堂において、ロジェ・ブトリ指揮、ギャルド・レピュブリケーヌ管弦楽団と共演。その他にも、ワルシャワ国立フィルハーモニー管弦楽団、仙台フィルハーモニー管弦楽団などと共演している。
2010年4月28日、公演先のポーランドで死去。

## ディスコグラフィー
|     | 発売日    | タイトル                                 | 規格品番 | 収録曲                                                       | 共演                                                        |
| --- | --------- | ---------------------------------------- | -------- | ------------------------------------------------------------ | ----------------------------------------------------------- |
| 1st | 2000年2月 | Hiroko Miyagi - Warsaw Chamber Orchestra | DUX-0191 | 1. ピアノ協奏曲第9番 K.271「ジュノム」 2. ピアノ協奏曲第14番 | マレク・セヴェン指揮 ワルシャワ国立フィルハーモニー管弦楽団 |